# Marstemplet
Marstemplet (latin: Aedes Martis in Circo) var ett tempel i närheten av Circus Flaminius på södra Marsfältet i antikens Rom. Templet uppfördes år 138 f.Kr. av konsuln Decimus Junius Brutus Callaicus efter ritningar av arkitekten Hermodorus av Salamis. Templet hyste en staty föreställande Mars och en föreställande Venus, båda utförda av Skopas.
Marstemplet var beläget på den plats där nu kyrkan San Salvatore in Campo står.